# هیلاری ۳۱۳۰
سیارک ۳۱۳۰ (به انگلیسی: 3130 Hillary، نامگذاری:1981YO) سه هزار و صد و سیمین سیارک کشف شده‌است که در ۲۰ دسامبر ۱۹۸۱ کشف شد.
قدر مطلق سیارک برابر ۱۲٫۸۰ است.